# لوغان دارنيل
لوغان دارنيل (بالإنجليزية: Logan Darnell)‏ هو لاعب كرة قاعدة أمريكي، ولد في 2 فبراير 1989 في ناشفيل في الولايات المتحدة.

## وصلات خارجية
- لوغان دارنيل على موقع دوري كرة القاعدة الرئيسي (الإنجليزية)
- لوغان دارنيل على موقعبيزبول رفرنس.كوم (الدوري الرئيسي) (الإنجليزية)
- لوغان دارنيل على موقعبيزبول رفرنس.كوم (الدوري الثانوي) (الإنجليزية)
- لوغان دارنيل على موقع إي إس بي إن.كوم (أم.أل.بي) (الإنجليزية)
- لوغان دارنيل على موقع مشجعي الرسوم البيانية (الإنجليزية)